# Aérodrome de Tougan
L'aérodrome de Tougan est un aéroport d'usage public situé près de Tougan dans la province de Sourou au Burkina Faso.